# Copa Libertadores 1987
Navigation
Édition précédente Édition suivante
La Copa Libertadores 1987 est la 28e édition de la Copa Libertadores. Le club vainqueur de la compétition est désigné champion d'Amérique du Sud 1986 et se qualifie pour la Coupe intercontinentale 1987.
C'est le club uruguayen de Peñarol qui remporte le trophée cette année, après avoir battu en finale les Colombiens de l'América de Cali, finalistes pour la troisième année consécutive, un record. C'est le cinquième titre pour Peñarol, qui devient le second club le plus titré en Libertadores derrière les sept succès du CA Independiente, et sa neuvième finale continentale, une performance inédite en Amérique du Sud. L'attaquant argentin de l'América Cali, Ricardo Gareca, est sacré meilleur buteur de la compétition avec un total de sept réalisations.
La compétition conserve le même format que lors de l'édition précédente : les vingt équipes engagées sont réparties en cinq poules (avec pour chaque poule deux clubs de deux pays). Seul le premier de chaque groupe accède au deuxième tour où ils sont rejoints par le tenant du titre. Deux poules de trois sont formées et le meilleur de chaque poule se qualifie pour la finale, jouée en matchs aller-retour, avec un match d'appui éventuel en cas d'égalité sur les deux rencontres, cas qui se produit cette année. 

## Clubs engagés
- Club Atlético River Plate - Tenant du titre
- CA Rosario Central - Champion d'Argentine 1986-1987
- CA Independiente - Vainqueur de la Liguilla pré-Libertadores 1987
- The Strongest La Paz - Champion de Bolivie 1986
- Oriente Petrolero - Vice-champion de Bolivie 1986
- São Paulo Futebol Clube - Champion du Brésil 1986
- Guarani Futebol Clube - Vice-champion du Brésil 1986
- Club Social y Deportivo Colo-Colo - Champion du Chili 1986
- Club de Deportes Cobreloa - Vainqueur de la Liguilla pré-Libertadores 1986
- Corporación Deportiva América Cali - Champion de Colombie 1986
- Asociación Deportivo Cali - Vice-champion de Colombie 1986
- Club Deportivo El Nacional - Champion d'Équateur 1986
- Barcelona Sporting Club - Vice-champion d'Équateur 1986
- Club Sol de América - Champion du Paraguay 1986
- Club Olimpia - Vice-champion du Paraguay 1986
- Asociación Deportiva San Agustín - Champion du Pérou 1986
- Club Alianza Lima - Vice-champion du Pérou 1986
- Club Atlético Peñarol - 1er de la Liguilla pré-Libertadores 1986
- Club Atlético Progreso - 2e de la Liguilla pré-Libertadores 1986
- Deportivo Táchira FC - Champion du Venezuela 1986
- Estudiantes de Mérida - Vice-champion du Venezuela 1986

## Compétition

### Premier tour
| Rang | Équipe                | Pts | J | G | N | P | Bp | Bc | Diff |  | Résultats (▼ dom., ► ext.) | Ind | Ros | Tac | Est |
| ---- | --------------------- | --- | - | - | - | - | -- | -- | ---- |  | -------------------------- | --- | --- | --- | --- |
| 1    | CA Independiente      | 9   | 6 | 4 | 1 | 1 | 13 | 4  | +9   |  | CA Independiente           |     | 3-2 | 5-0 | 2-0 |
| 2    | CA Rosario Central    | 8   | 6 | 3 | 2 | 1 | 12 | 7  | +5   |  | CA Rosario Central         | 0-0 |     | 3-2 | 5-2 |
| 3    | Deportivo Táchira FC  | 7   | 6 | 3 | 1 | 2 | 11 | 12 | -1   |  | Deportivo Táchira FC       | 3-2 | 0-0 |     | 3-2 |
| 4    | Estudiantes de Mérida | 0   | 6 | 0 | 0 | 6 | 4  | 17 | -13  |  | Estudiantes de Mérida      | 0-1 | 0-3 | 0-3 |     |

| Rang | Équipe                    | Pts | J | G | N | P | Bp | Bc | Diff |  | Résultats (▼ dom., ► ext.) | ACa | DCa | Str | Ori |
| ---- | ------------------------- | --- | - | - | - | - | -- | -- | ---- |  | -------------------------- | --- | --- | --- | --- |
| 1    | América de Cali           | 8   | 6 | 3 | 2 | 1 | 13 | 5  | +8   |  | América de Cali            |     | 1-0 | 6-0 | 3-1 |
| 2    | Asociación Deportivo Cali | 8   | 6 | 4 | 0 | 2 | 13 | 5  | +8   |  | Asociación Deportivo Cali  | 2-1 |     | 4-0 | 5-1 |
| 3    | The Strongest La Paz      | 5   | 6 | 2 | 1 | 3 | 7  | 16 | -9   |  | The Strongest La Paz       | 1-1 | 2-1 |     | 3-2 |
| 4    | Oriente Petrolero         | 3   | 6 | 1 | 1 | 4 | 7  | 14 | -7   |  | Oriente Petrolero          | 1-1 | 0-1 | 2-1 |     |

| Match d'appui pour la 1re place | América de Cali | 0 - 0 | Asociación Deportivo Cali | Cali |
| 8 juillet 1987                  |                 |       |                           |      |
|                                 | Tirs au but 4-2 |       |                           |      |

| Rang | Équipe                    | Pts | J | G | N | P | Bp | Bc | Diff |  | Résultats (▼ dom., ► ext.) | Cob | Col | Gua | São |
| ---- | ------------------------- | --- | - | - | - | - | -- | -- | ---- |  | -------------------------- | --- | --- | --- | --- |
| 1    | Club de Deportes Cobreloa | 8   | 6 | 3 | 2 | 1 | 8  | 4  | +4   |  | Club de Deportes Cobreloa  |     | 1-0 | 3-1 | 3-1 |
| 2    | CSD Colo-Colo             | 7   | 6 | 2 | 3 | 1 | 6  | 4  | +2   |  | CSD Colo-Colo              | 0-0 |     | 2-0 | 2-2 |
| 3    | Guarani Futebol Clube     | 5   | 6 | 1 | 3 | 2 | 6  | 8  | -2   |  | Guarani Futebol Clube      | 0-0 | 0-0 |     | 3-1 |
| 4    | São Paulo Futebol Clube   | 4   | 6 | 1 | 2 | 3 | 9  | 13 | -4   |  | São Paulo Futebol Clube    | 2-1 | 1-2 | 2-2 |     |

| Rang | Équipe                     | Pts | J | G | N | P | Bp | Bc | Diff |  | Résultats (▼ dom., ► ext.) | Bar | Oli | ElN | Sol |
| ---- | -------------------------- | --- | - | - | - | - | -- | -- | ---- |  | -------------------------- | --- | --- | --- | --- |
| 1    | Barcelona Sporting Club    | 8   | 6 | 4 | 0 | 2 | 8  | 7  | +1   |  | Barcelona Sporting Club    |     | 3-2 | 2-1 | 1-0 |
| 2    | Club Olimpia               | 7   | 6 | 3 | 1 | 2 | 9  | 10 | -1   |  | Club Olimpia               | 1-0 |     | 2-0 | 2-1 |
| 3    | Club Deportivo El Nacional | 6   | 6 | 3 | 0 | 3 | 12 | 7  | +5   |  | Club Deportivo El Nacional | 2-0 | 4-0 |     | 4-1 |
| 4    | Club Sol de América        | 3   | 6 | 1 | 1 | 4 | 7  | 12 | -5   |  | Club Sol de América        | 1-2 | 2-2 | 2-1 |     |

| Rang | Équipe                 | Pts | J | G | N | P | Bp | Bc | Diff |  | Résultats (▼ dom., ► ext.) | Peñ | Ali | Pro | SAg |
| ---- | ---------------------- | --- | - | - | - | - | -- | -- | ---- |  | -------------------------- | --- | --- | --- | --- |
| 1    | Club Atlético Peñarol  | 10  | 6 | 4 | 2 | 0 | 10 | 4  | +6   |  | Club Atlético Peñarol      |     | 2-0 | 3-2 | 2-0 |
| 2    | Club Alianza Lima      | 6   | 6 | 2 | 2 | 2 | 4  | 4  | 0    |  | Club Alianza Lima          | 0-1 |     | 0-0 | 2-1 |
| 3    | Club Atlético Progreso | 5   | 6 | 1 | 3 | 2 | 7  | 7  | 0    |  | Club Atlético Progreso     | 1-1 | 0-0 |     | 3-0 |
| 4    | AD San Agustín         | 3   | 6 | 1 | 1 | 4 | 5  | 11 | -6   |  | AD San Agustín             | 1-1 | 0-2 | 0-0 |     |

### Deuxième tour
| Rang | Équipe                    | Pts | J | G | N | P | Bp | Bc | Diff |  | Résultats (▼ dom., ► ext.) | ACa | Cob | Bar |
| ---- | ------------------------- | --- | - | - | - | - | -- | -- | ---- |  | -------------------------- | --- | --- | --- |
| 1    | América de Cali           | 6   | 4 | 2 | 2 | 0 | 9  | 3  | +6   |  | América de Cali            |     | 1-1 | 4-0 |
| 2    | Club de Deportes Cobreloa | 6   | 4 | 2 | 2 | 0 | 8  | 3  | +5   |  | Club de Deportes Cobreloa  | 2-2 |     | 3-0 |
| 3    | Barcelona Sporting Club   | 0   | 4 | 0 | 0 | 4 | 0  | 11 | -11  |  | Barcelona Sporting Club    | 0-2 | 0-2 |     |

| Rang | Équipe                     | Pts | J | G | N | P | Bp | Bc | Diff |  | Résultats (▼ dom., ► ext.) | Peñ | RPl | Ind |
| ---- | -------------------------- | --- | - | - | - | - | -- | -- | ---- |  | -------------------------- | --- | --- | --- |
| 1    | Club Atlético Peñarol      | 5   | 4 | 2 | 1 | 1 | 7  | 3  | +4   |  | Club Atlético Peñarol      |     | 0-0 | 3-0 |
| 2    | Club Atlético River PlateT | 4   | 4 | 1 | 2 | 1 | 2  | 2  | 0    |  | Club Atlético River Plate  | 1-0 |     | 0-0 |
| 3    | CA Independiente           | 3   | 4 | 1 | 1 | 2 | 4  | 8  | -4   |  | CA Independiente           | 2-4 | 2-1 |     |

### Finale
| 21 octobre 1987 | Corporación Deportiva América Cali | 2 - 0 | Club Atlético Peñarol | Stade olympique Pascual-Guerrero, Cali               |                                                      |
|                 | Battaglia 8e · Cabañas 27e         |       |                       | Spectateurs : 65 000 Arbitrage : José Roberto Wright | Spectateurs : 65 000 Arbitrage : José Roberto Wright |

| 28 octobre 1987 | Club Atlético Peñarol    | 2 - 1 | Corporación Deportiva América Cali | Stade Centenario, Montevideo                      |                                                   |
|                 | Aguirre 68e · Villar 87e |       | 19e Cabañas                        | Spectateurs : 60 000 Arbitrage : Ricardo Calabria | Spectateurs : 60 000 Arbitrage : Ricardo Calabria |

| 31 octobre 1987 | Club Atlético Peñarol | 1 – 0 ap | Corporación Deportiva América Cali | Estadio Nacional de Chile, Santiago                |                                                    |
|                 | Aguirre 120e          |          |                                    | Spectateurs : 25 000 Arbitrage : Hernán Silva Arce | Spectateurs : 25 000 Arbitrage : Hernán Silva Arce |

| Vainqueur de la Copa Libertadores 1987 |
| -------------------------------------- |
| Club Atlético Peñarol Cinquième titre  |